# Im Schatten der Ärzte
Im Schatten der Ärzte ist das zweite Studioalbum der deutschen Punkrock-Band Die Ärzte. Es wurde 1985 veröffentlicht und war das letzte Album, an dem der Bassist Sahnie mitgewirkt hat, ehe dieser ein Jahr später nach einem Streit mit den beiden übrigen Mitgliedern die Band verließ.

## Hintergrund
Singleauskopplungen waren Du willst mich küssen und Wegen dir, auf dessen Rückseite der nicht auf dem Album enthaltene Titel Und ich weine erschien.
Für die Maxi-Auskopplung von Wegen dir nahmen Die Ärzte den Zeltlagermix auf, auf dem Bela B. an der Konzertgitarre zu hören ist. Produziert wurde die Single von Micki Meuser, der auch Ina Deter produzierte. Als Anspielung darauf ist im Hintergrund Bela zu hören, der unbedingt etwas von Ina Deter hören will.
Die Lieder Du willst mich küssen und Buddy Holly’s Brille gehören bis heute zum regelmäßigen Repertoire bei Konzerten der Band. In dem Song Käfer spielte Farin 1985 zum ersten Mal eine „verzerrte“ Gitarre.
Der Titel Wie ein Kind wurde von Sahnie gesungen, der auch als Autor genannt ist. Jedoch stammte dieser aus dem Repertoire seiner ehemaligen Band Die Suurbiers. Sahnie verfügte über die GEMA-Rechte, obwohl er das Lied nicht geschrieben hatte, und hatte Farin Urlaub und Bela B. über diesen Umstand nicht informiert.
Das Album erreichte Platz 53 der deutschen Album-Charts und wurde mit Gold ausgezeichnet.

## Titelliste
1. Du willst mich küssen (M+T:Urlaub) – 3:13
2. Dein Vampyr (M+T:Felsenheimer) – 3:20
3. … und es regnet (M+T:Urlaub,Runge,Felsenheimer) – 3:32
4. Alles (M:Felsenheimer/T:Felsenheimer,Urlaub) – 2:58
5. Rennen nicht laufen! (M:Urlaub/T:Urlaub,Felsenheimer) – 2:55
6. Wie ein Kind (M+T:Runge) – 3:40
7. Wie ein Kind (Reprise) (M+T:Runge) – 0:33
8. Wegen dir (M+T:Urlaub) – 3:18
9. Die Antwort bist du (M+T:Felsenheimer) – 3:21
10. Buddy Holly’s Brille (M+T:Urlaub) – 3:39
11. Käfer (M+T:Urlaub) – 2:55
12. Ich weiß nicht (ob es Liebe ist) (M+T:Urlaub) – 3:48
13. „Was hat der Junge doch für Nerven“ (M+T:Urlaub) – 4:15

## Singles
- Wegen dir in einem Supermix, einem Zeltlagermix, der normalen Version und mit der B-Seite Und ich weine.
- Du willst mich küssen in einem Modern Kissing Mix, einem Disco Kuschel Mix, einem Remix und mit der B-Seite Die Antwort bist du.

## Trivia
Im Schatten der Ärzte gehört zu den wenigen Veröffentlichungen, bei denen der Bandname gebeugt wird. Heute wird diese Praxis von der Band meist vermieden.
Da die Platte zunächst nur 12 Songs enthielt, hat die Band von Wie ein Kind noch eine Reprise auf das Album gepackt, um somit auf 13 Stücke zu kommen.
Eigentlich sollte Rennen nicht laufen! der Album-Opener werden. Dies erklärt auch die Fanfare am Anfang des Stückes, die auch rückwärts nach dem letzten Lied „Was hat der Junge doch für Nerven“ zu hören ist. Gegen den Willen der Band stellte die Plattenfirma jedoch Du willst mich küssen an den Anfang.
Der Basslauf von Du willst mich küssen wurde von Lutz Fahrenkrog-Petersen, dem Bruder des Nena-Komponisten Uwe Fahrenkrog-Petersen, gespielt.